# Isocapnia arcuata
Isocapnia arcuata är en bäcksländeart som beskrevs av Zhiltzova 1975. Isocapnia arcuata ingår i släktet Isocapnia och familjen småbäcksländor. Inga underarter finns listade i Catalogue of Life.